# 阿波局 (北条時政の娘)
阿波局（あわのつぼね、? - 嘉禄3年11月4日（1227年12月13日））は、鎌倉時代初期の北条氏の女性。初代執権北条時政の娘。本名は不明。
母は未詳。源頼朝室である北条政子・北条宗時・北条義時らの姉妹。義兄・頼朝の異母弟である阿野全成に嫁ぎ、時元と阿野公佐室をもうける。『吾妻鏡』建久3年（1192年）8月9日条には全成の「妻室」とあるが、建仁3年（1203年）5月20日条には全成の「妾」と記されている。
なお、北条泰時の母で義時の妾とされる人物も同じく「阿波局」と呼ばれるが、別人である。

## 生涯
建久3年（1192年）に、頼朝の次男で自身の甥である千幡（後の実朝）の乳母となる（『吾妻鏡』建久3年8月9日条）。
頼朝が死去し、嫡男・頼家が跡を継いで数か月後の正治元年（1199年）10月25日、御家人の一人である結城朝光が侍所の詰め所で在りし日の頼朝の思い出を語り、「『忠臣、二君に仕えず』というが、自分も出家してそうするべきだったと悔やまれる。なにやら今の世は薄氷を踏むような思いだ」と述べる。その翌々日の27日、阿波局が朝光に「梶原景時が、先日の発言が謀反心のある証拠だとして讒訴し、あなたはすでに殺されることになっている」と告げた。驚いた朝光が御家人たちに呼びかけ、景時を糾弾する御家人66名の連判状を作成し、頼家に提出。11月13日、景時は鎌倉を追放され、翌年の正月に都へ向かう道中で一族もろとも滅ぼされた（梶原景時の変）。
景時滅亡の3年後、北条氏と2代将軍頼家との争いが激化し、建仁3年（1203年）5月19日に北条氏側と見られた夫・全成が頼家の手の者により謀反人として捕らえられて殺害された。頼家は阿波局も逮捕しようとしたが、政子が引き渡しを拒否する。その後、9月に比企能員の変が起こり、頼家は北条氏が中心となって鎌倉を追放され幽閉された後、翌年に殺害された。
阿波局はその後も将軍となった実朝に仕え、比企能員の変の直後に「時政邸に若君（実朝）を置いておくのは、その妻牧の方に悪意があって、乳母としては危険を感じる」と政子に伝え、実朝の身柄を政子邸に引き取らせている。
その後の動向は明らかでなく、建保7年（1219年）に実朝が暗殺された後、息子・時元が謀反の疑いで義時の命により誅殺された際にも、彼女自身の反応や彼女が連坐の対象とされたかなどの記録はない。嘉禄3年（1227年）に亡くなった時には、大叔母（実際には叔母）に当たるという理由で北条泰時が30日の喪に服している。

## 関連作品
小説
- 「いもうと」（永井路子著『炎環』所収）

テレビドラマ
- 草燃える（1979年、NHK大河ドラマ） - 演：真野響子（役名は保子）
- 鎌倉殿の13人（2022年、NHK大河ドラマ） - 演：宮澤エマ（役名は実衣）